# Mrtvý osel a gilotinovaná žena
Mrtvý osel a gilotinovaná žena (1829, L'âne mort et la Femme guillotinée) je frenetický román francouzského romantického spisovatele Julese Janina. Autor se v něm pod silným vlivem literárního díla markýze de Sade a v návaznosti na anglický gotický román snaží šokovat čtenáře drastičností, zdůrazňováním odpudivých detailů a drsných výjevů. Vyprávění se tak skládá z popisu co nejodpudivějších, nejdrastičtějších a nejpitvornějších detailů, přičemž do normálního reálného pohledu na skutečnost jsou vkládány šokující výjevy. Tyto hrůzné výjevy se ale střídají s idylickými obrazy.

## Obsah románu
Vypravěč v románu popisuje osud mladé kurtizány Henrietty od jejího příchodu do Paříže až po její popravu za vraždu o dva roky později. Každá z devatenácti kapitol je uvedena krátkým citátem, například větou z díla Charlese Nodiera říkající nám, že „skutečně nevinné dívky nejsou v tomto světě běžné“.
Po úvodní scéně, ve které je Henriettin osel Charlot roztrhán čtyřmi obrovskými dogami, následují popisy márnice (pověstné Morgue), kde byly k identifikování vystavovány neznámé mrtvoly, medicínského večírku, kde se předvádí galvanizace mrtvoly sebevraha za přítomnosti dívky, která je příčinou této sebevraždy, zkoumání posledních dojmů utopence a oběšence a další odpudivé scény. Mistrnou částí vyprávění je, že stejným jménem disponuje kat titulní hrdinky i její v té době dávno už mrtvý osel.
Henrietta zavraždí svého prvního svůdce a je odsouzena k smrti. Život si ještě prodlouží o devět měsíců, když počne dítě s odporným žalářníkem. Po její popravě gilotinou odkoupí od kata její mrtvolu vypravěč, který ji tajně miloval. Odkoupí ji včetně vlasů, ze kterých si katova žena chtěla udělat příčesek. Zahalí Henriettiny nahé ostatky do vzácné tkaniny a pietně ji pohřbí. Druhý den zjistí, že mrtvolu ukradli pro lékařskou fakultu a o drahý rubáš že se popraly ženy z okolí. Vypravěč konstatuje: „Tak jsem pochopil, že kdyby tomu bylo jinak, tento nešťastný osud by nebyl zcela naplněn“.

## Literární význam románu
Literární význam románu spočívá především v tom, že v něm probíhá velmi zřetelný přechod od pouhé fantastiky a fikce do reálné atmosféry podle Janinova hesla „Pravda v hrůze, hrůza v pravdě“. Román, který se v některých svých částech přibližuje až k parodii žánru, předjímá v sobě některé rysy moderního umění. Snaží se ozřejmit pravdu o zlu, které v sobě společnost a člověk skrývá. Pod hříchy, které společnost odsuzuje, se ve skutečnosti skrývají mnohem hrůznější zločiny. A tato společnost je příliš sobecká na to, aby se někoho mohlo dotknout neštěstí druhých.
K románu se tak jako ke svému vzoru odkazovali prokletí básníci (zejména Charles Baudelaire), dále Lautréamont a také představitelé dadaismu a surrealismu.

## Česká vydání
- Mrtvý osel a gilotinovaná žena, Volvox Globator, Praha 2016, přeložila Jana Němcová.